# German III (patriarcha Konstantynopola)
German III, gr. Γερμανός Γ, Germanos III (zm. 1278) – patriarcha Konstantynopola w 1267.

## Życiorys
Do 1235 r. German był mnichem na Czarnej Górze w pobliżu Antiochii. Stamtąd udał się do Jerozolimy, a następnie do Nicei. Za jego nauczyciela w Palestynie uważa się patriarchę jerozolimskiego Atanazego II, wielkiego zwolennika unii Kościołów Wschodniego i Zachodniego. W Nicei mentorem Germana został ówczesny patriarcha German II. Najpóźniej na początku 1259 r. German został arcybiskupem Adrianopola. Pod koniec rządów cesarza Teodora II Laskarysa (1254–1258) znalazł się w opozycji do panującej dynastii.
W 1259 r. poparł uzurpację cesarza Michała VIII Paleologa. Po usunięciu przez cesarza patriarchy Arseniusza, odmawiającego cofnięcia nałożonej na cesarza ekskomuniki za oślepienie współcesarza, ośmioletniego Jana IV Laskarysa, patriarchą został w 1267 r. German III. Ponieważ nie ośmielił się cofnąć nałożonej na cesarza ekskomuniki, jeszcze w tym samym roku został usunięty ze stolicy patriarszej przez swego następcę Józefa I Po złożeniu urzędu German usunął się do klasztoru Mangano w Konstantynopolu.
Po wycofaniu się z Konstantynopola German pozostał czynnym uczestnikiem polityki cesarskiej i jego doradcą. W 1272 r. wraz z Michałem Laskarysem stał na czele poselstwa bizantyńskiego na Węgry, które przywiozło do Konstantynopola, narzeczoną Andronika II, księżniczkę Annę. W marcu 1274 r. został wysłany przez cesarza wraz z logotetą Jerzym Akropolitą i metropolitą nicejskim Teofanesem na sobór lyoński w celu zawarcia unii lyońskiej pomiędzy Kościołami Wschodnim i Zachodnim. Podczas spotkania z papieżem Grzegorzem IX obiecał w imieniu cesarza pomoc przy oswabadzaniu Ziemi Świętej. 6 lipca 1274 r. podpisał katolickie wyznanie wiary. Jesienią tego roku powrócił do Konstantynopola. Zmarł najpóźniej w listopadzie 1278 r.
German był sławny ze swej uczoności. Starał się podnieść poziom oświaty w Bizancjum otwierając nowe szkoły. Dawał pierwszeństwo ludziom uczonym przed ascetami. Nakłonił cesarza by cofnął swą niełaskę w stosunku do Manuela Holobola i pozwolił mu nauczać. Cechowały go bezinteresowność, prostota i otwartość w odnoszeniu się do ludzi.